# Торчинський історико-краєзнавчий музей імені Григорія Гуртового
Торчинський історико-краєзнавчий музей (Торчинський народний історичний музей) — народний історичний (і краєзнавчий) музей у селищі Торчині Луцького району, Волинської області.
Заклад є найдавнішим серед громадських музеїв Волині.

## З історії музею
Торчинський історико-краєзнавчий музей заснований 23 березня 1957 року, а офіційно відкритий 17 вересня 1960 року.
10 травня 1967 року за рішенням Колегії Міністерства культури України удостоєний звання «Народний музей».
У липні 2013 р. рішенням Луцької райради музею присвоєно звання імені Григорія Гуртового.
Засновник, організатор і незмінний директор музею — Гуртовий Григорій Олександрович.

## Фонди і експозиція
Музей має багату фондову збірку. Це — палеонтологічні знахідки, археологічні пам'ятки, скарби монет, стародруки, вироби місцевих ремісників, побутові речі сільських та міських мешканців, меморіальні речі, зокрема, унікальна шафа і дзеркало колишнього мешканця села Городок (Волинська область, Луцький район), відомого польського письменника, художника та етнографа Й. І. Крашевського.
Майже всі експонати музею знайдені у Торчині, або поблизу нього.

## Відзнаки
- 10 травня 1967 року. Рішенням Колегії Міністерства культури України удостоєний звання «Народний музей».
- 2009. Музей одержав перше місце у Всеукраїнському конкурсі народних громадських музеїв у номінації «Історія рідного краю».[4]